# Тройной концерт
Тройной концерт — жанр академической музыки: концерт для трёх солирующих инструментов и оркестра. Возникает как экзотическое уклонение от типичного жанра инструментального концерта, предполагающего одного или, реже, двух солистов, после того как такой жанр устоялся в творчестве Венской школы; в более раннюю эпоху жанр Concerto grosso подразумевал как нечто вполне естественное состязание группы солистов и оркестра, хотя такие произведения, как Концерт для трёх скрипок с оркестром Антонио Вивальди, в жанровом отношении ближе к инструментальному концерту, чем к concerto grosso.
Также есть концерты для состава флейты, скрипки, клавесина и оркестра, например тройной концерт Баха BWV 1044
Чаще всего под тройным концертом подразумевают концерт для скрипки, виолончели и фортепиано с оркестром, поскольку для этого инструментального состава написано самое известное произведение в данной форме: Концерт для скрипки, виолончели и фортепиано с оркестром Людвига ван Бетховена Op. 56 (1804). За ним последовали работы ряда других композиторов, из которых наиболее известны концерты Альфредо Казеллы (1933, также Op. 56!), Богуслава Мартину (1933), Александра Черепнина (1931), Джан Франческо Малипьеро (1938), Джорджо Федерико Гедини (1945), Фикрета Амирова (1949) и др.
Другие составы инструментов в тройном квартете используются реже и связаны, как правило, с какими-то особыми обстоятельствами или задачами, то есть, чаще всего, предназначаются для определённых исполнителей, связанных теми или иными отношениями друг с другом или с автором: таковы, например, Концерт для трёх фортепиано с оркестром KV 242 Вольфганга Амадея Моцарта (1776), написанный для графини Лодрон и двух её дочерей, или «Концерт на троих» (1994, скрипка, альт, виолончель и струнный оркестр) Альфреда Шнитке, посвящённый Гидону Кремеру, Юрию Башмету и Мстиславу Ростроповичу.